# Pego Negro
Pego Negro é uma pequena localidade portuguesa que se situa na freguesia de Campanhã, na fronteira com Rio Tinto, na cidade do Porto.